# Петровина (Јастребарско)
Петровина је насељено место у Републици Хрватској у Загребачкој жупанији. Административно је у саставу града Јастребарског. Простире се на површини од 7,38 км2.
Налази се 35 км југозападно од Загреба.

## Историја
Петровина је била дугогодишње имање загребачког Каптола, а помиње се у 13. веку под именом Подгорје и нашто касније као Бискупец.

## Сакрални објекти
Најстарија сачувана средњовековна грађевинска целина у јасканском крају је црква Светог Петра у Петровини. Први пут се помиње на попису жупа из 1334, вредне фреске висококвалитене израде и мотива Пасије (Муке Христове) што је једини такав пример у северној Хрватској, настале у првој половини 15. века. Олтари арханђела Михаила и Жалосне госпе из 17. века убрајају се међу најлепше маниристичке олтаре северозападне Хрватске.
Најстарији делови цркве потичу од готичке грађевине негде око 1440. У унутрашњости су сачувани готички сводови, профилирана ребра светишта и фреске. Касноманиристички олтар Светог Антуна налази се у бочној капели, а изграђен је око 1730.

## Становништво
На попису становништва 2011. године, Петровина је имала 388 становника.
Према попису становништва из 2001. године у насељу Петровина живела су 274 становника који су живели у 66 породичних и 20 самачких домаћинствава. Густина насељености је 37,13 становника на км2
Кретање броја становника по пописима 1857—2001.
| година пописа  | 1857. | 1869. | 1880. | 1890. | 1900. | 1910. | 1921. | 1931. | 1948. | 1953. | 1961. | 1971. | 1981. | 1991. | 2001. |
| бр. становника | 460   | 549   | 545   | 575   | 568   | 510   | 543   | 485   | 459   | 491   | 458   | 399   | 344   | 388   | 274   |

## Попис1991.
На попису становништва 1991. године, насељено место Петровина је имало 388 становника, следећег националног састава:
| Попис 1991.‍  | Попис 1991.‍  | Попис 1991.‍ | Попис 1991.‍ | Попис 1991.‍ |
| ------------ | ------------ | ----------- | ----------- | ----------- |
|              |              |             |             |             |
| Хрвати       | Хрвати       |             | 361         | 93,04%      |
| неопредељени | неопредељени |             | 3           | 0,77%       |
| непознато    | непознато    |             | 24          | 6,18%       |
| укупно: 388  |              |             |             |             |

## Занимљивости
У Петровини постоји Добровољно ватрогасно друштво „Петровина“ основано 1895. године.